# Grzegorz Kuźniar
Grzegorz Kuźniar (ur. 4 marca 1948 w Soninie) – polski żużlowiec i trener sportu żużlowego.
Przez całą sportową karierę (1968–1988) reprezentował klub Stal Rzeszów, w barwach którego startował w rozgrywkach I i II ligi oraz trzykrotnie uczestniczył w finałach mistrzostw Polski par klubowych (Chorzów 1978 – VI m., Toruń 1981 – VII m., Gorzów Wielkopolski 1982 – IV m.). W 1980 r. wystąpił w finałowym cyklu turniejów o drużynowy Puchar Polski, zajmując IV miejsce.
W latach 1971–1987 dziewięciokrotnie startował w finałach indywidualnych mistrzostw Polski, największy sukces odnosząc w 1986 r. w Zielonej Górze, gdzie zdobył brązowy medal. Był również trzykrotnym uczestnikiem finałów młodzieżowych indywidualnych mistrzostw Polski, w 1970 r. zdobywając w Zielonej Górze tytuł wicemistrza kraju. Trzykrotnie uczestniczył w finałach turniejów o "Złoty Kask", był również dwukrotnym finalistą turniejów o "Srebrny Kask", w 1971 r. zdobywając to trofeum. W 1972 r. uczestniczył w eliminacjach indywidualnych mistrzostw świata, zajmując XII miejsce w ćwierćfinale kontynentalnym w Libercu. W 1986 r. zwyciężył w memoriale im. Eugeniusza Nazimka w Rzeszowie (w 1988 r. w turnieju tym zajął III miejsce za Januszem Stachyrą i Janem Krzystyniakiem), natomiast w 1987 r. zajął III miejsce (za Romanem Jankowskim i Ryszardem Dołomisiewiczem) w memoriale im. Bronisława Idzikowskiego i Marka Czernego w Częstochowie.
Po zakończeniu czynnej kariery sportowej zajmował się pracą trenerską m.in. w Stali Rzeszów i KSM Krosno.